# Via Cernaia
Via Cernaia è una delle strade storiche del centro di Torino, lunga 950 m e dedicata alla battaglia della Cernaia, combattuta nella guerra di Crimea.

## Storia
L'intenzione di intitolare una delle principali strade cittadine alla grande vittoria in Crimea scaturì già dai trattati del Congresso di Parigi nel 1856, nonostante i molti scettici: il nome russo Čërnaja (che significa "nera") sembrava difficile da leggere, per cui si decise di italianizzarlo in Cernaia. Un'altra spiegazione popolare dell'alterazione del nome è che la pronuncia corrispondente a quella russa (Čë = Cio) avrebbe richiamato il termine usato volgarmente in piemontese per indicare l'organo genitale femminile.
La via venne progettata nel 1855 su terreni allora occupati dalla Cittadella di Torino. I lavori iniziarono nel 1856 e fu necessario spianare i terrapieni della vecchia fortezza per creare la via, mentre nei luoghi ancora occupati dalla fortezza venne eretta la caserma Cernaia.

## Descrizione
Sul lato verso nord la via si sviluppa con i tipici portici ottocenteschi del capoluogo piemontese. Inizia in piazza Solferino e termina in piazza XVIII Dicembre, collegando la vecchia stazione di Porta Susa al Teatro Vittorio Alfieri e congiungendosi con via Pietro Micca all'incrocio con via Santa Teresa, dov'è presente l'imponente "Fontana angelica".
All'altezza del civico 27 termina il corso Vinzaglio che, a partire dall'incrocio con corso Vittorio Emanuele II, negli anni '50 fu rinominato corso Duca degli Abruzzi. Nei giardini della Cittadella comincia corso Galileo Ferraris, che è la ridenominazione di una parte di corso Giuseppe Siccardi dagli anni '20 del Novecento.
La via è raggiungibile dalla piazza XVIII Dicembre antistante la stazione ferroviaria Porta Susa ed è percorsa da diverse linee di bus, di tram e sino al 1979 anche di filobus.

## Monumenti
Lungo il suo percorso sono visibili due grandi statue dedicate a due personaggi importanti per la storia torinese: Alessandro La Marmora e Pietro Micca.
La prima, posta in un piccolo giardino con maestosi alberi piantati nel XIX secolo, venne realizzata dallo scultore Giuseppe Cassano e fu innalzata nel 1867; la seconda, all'angolo con corso Galileo Ferraris, risale al 1864, realizzata sempre dal Cassano. Alla sua base ogni anno, nella ricorrenza dell'assedio della città (7 settembre 1706), viene posta una corona di fiori.
Importante è la caserma dei Carabinieri "Cernaia", un edificio austero eretto nel 1864 su un terreno precedentemente occupato dalla vecchia cittadella. Si trova praticamente ancora nelle condizioni originali. Al numero 44, dal 1898 fino alla soppressione per volontà del regime fascista, ha avuto sede l'associazione studentesca mondiale Corda Fratres.

### Luoghi d'interesse
- il grattacielo Rai, voluto nel 1968 dalla RAI, passato attualmente al Gruppo IPI e in attesa di una riconversione funzionale
- la Cittadella di Torino, della quale resta visibile ormai solo il mastio, centro del sistema difensivo della città
- il museo Pietro Micca, con ingresso nella vicina via Guicciardini
- la storica caserma dei carabinieri "Cernaia"

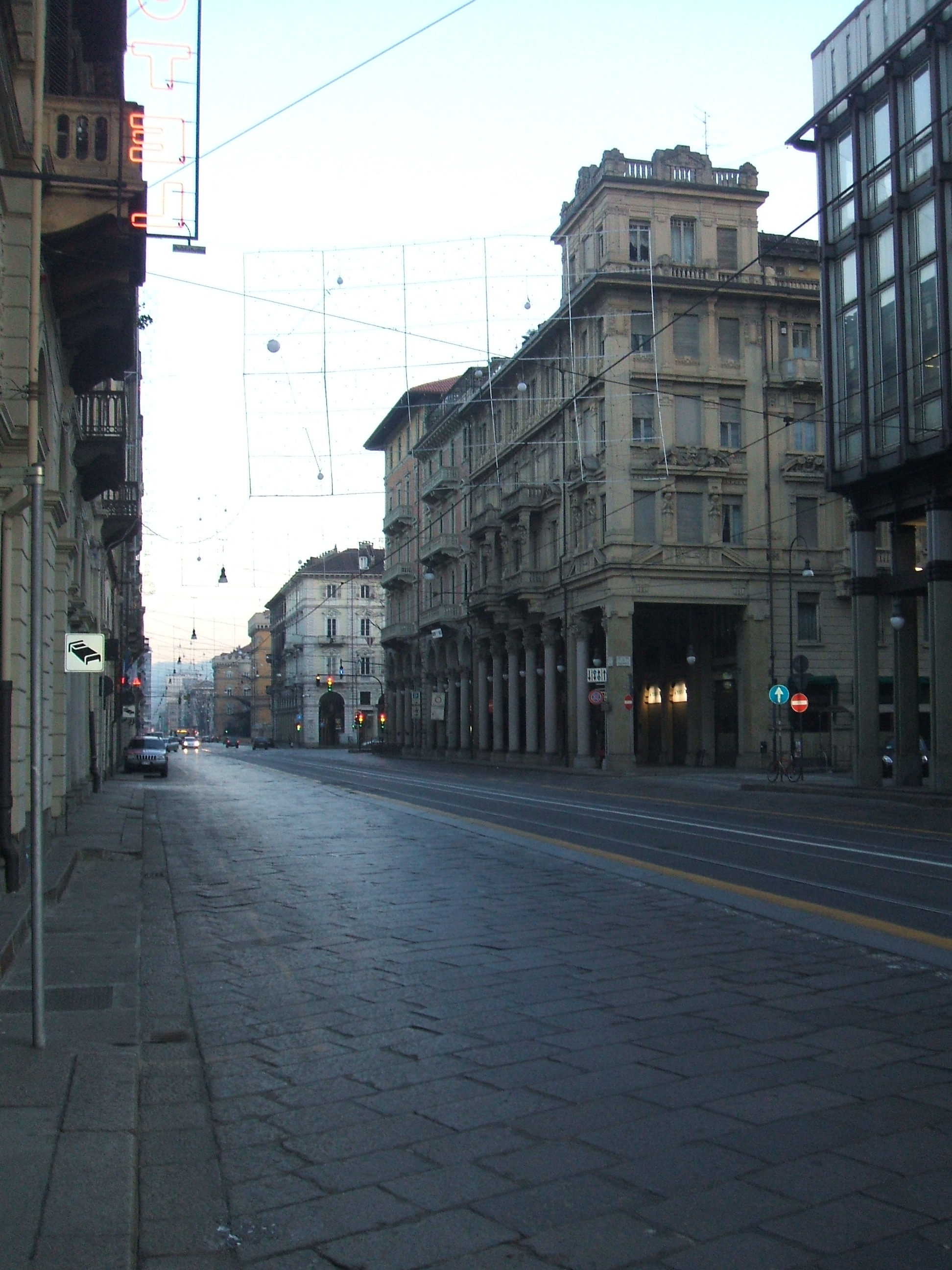
Via Cernaia vista da piazza XVIII Dicembre
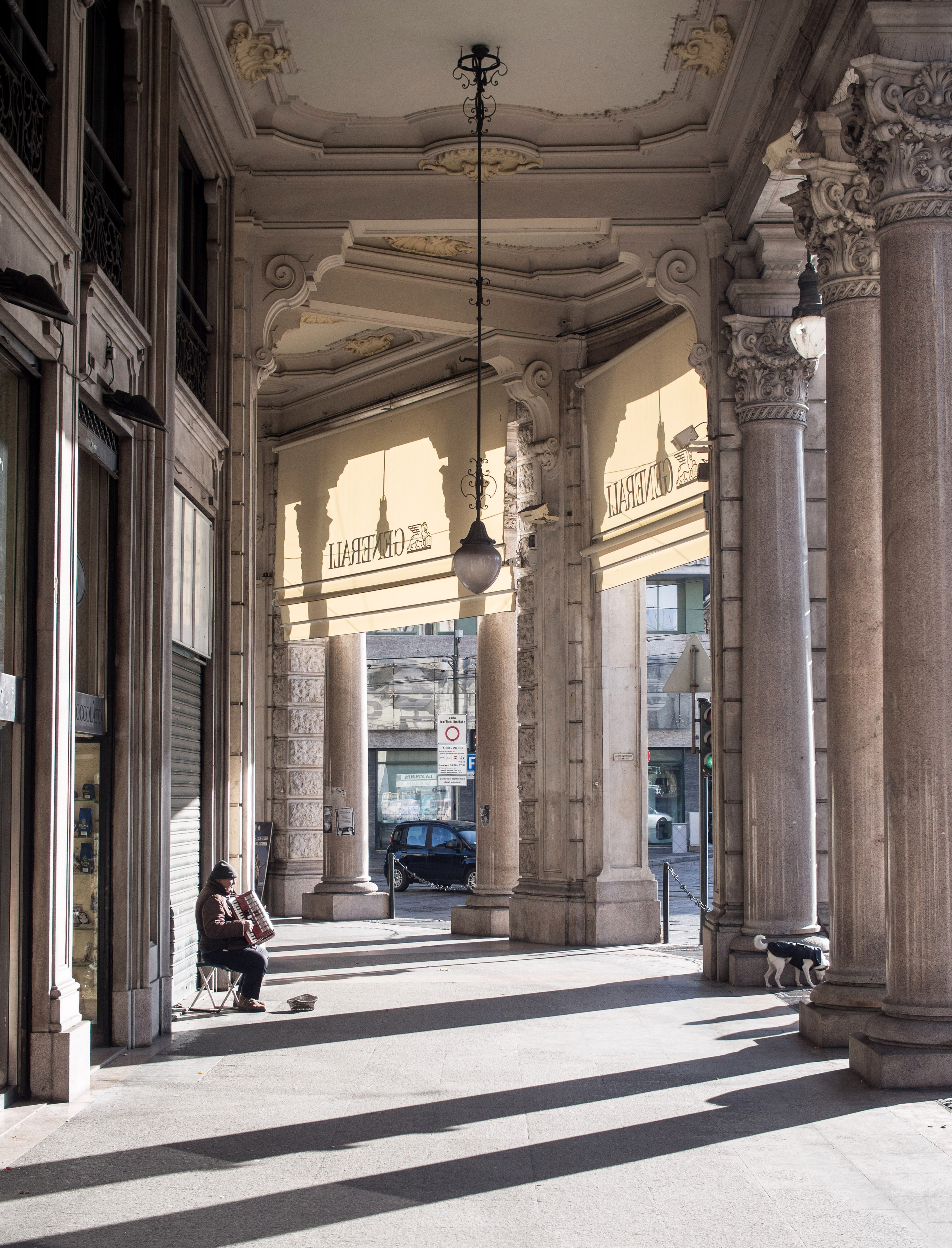
Via Cernaia angolo Piazza Solferino
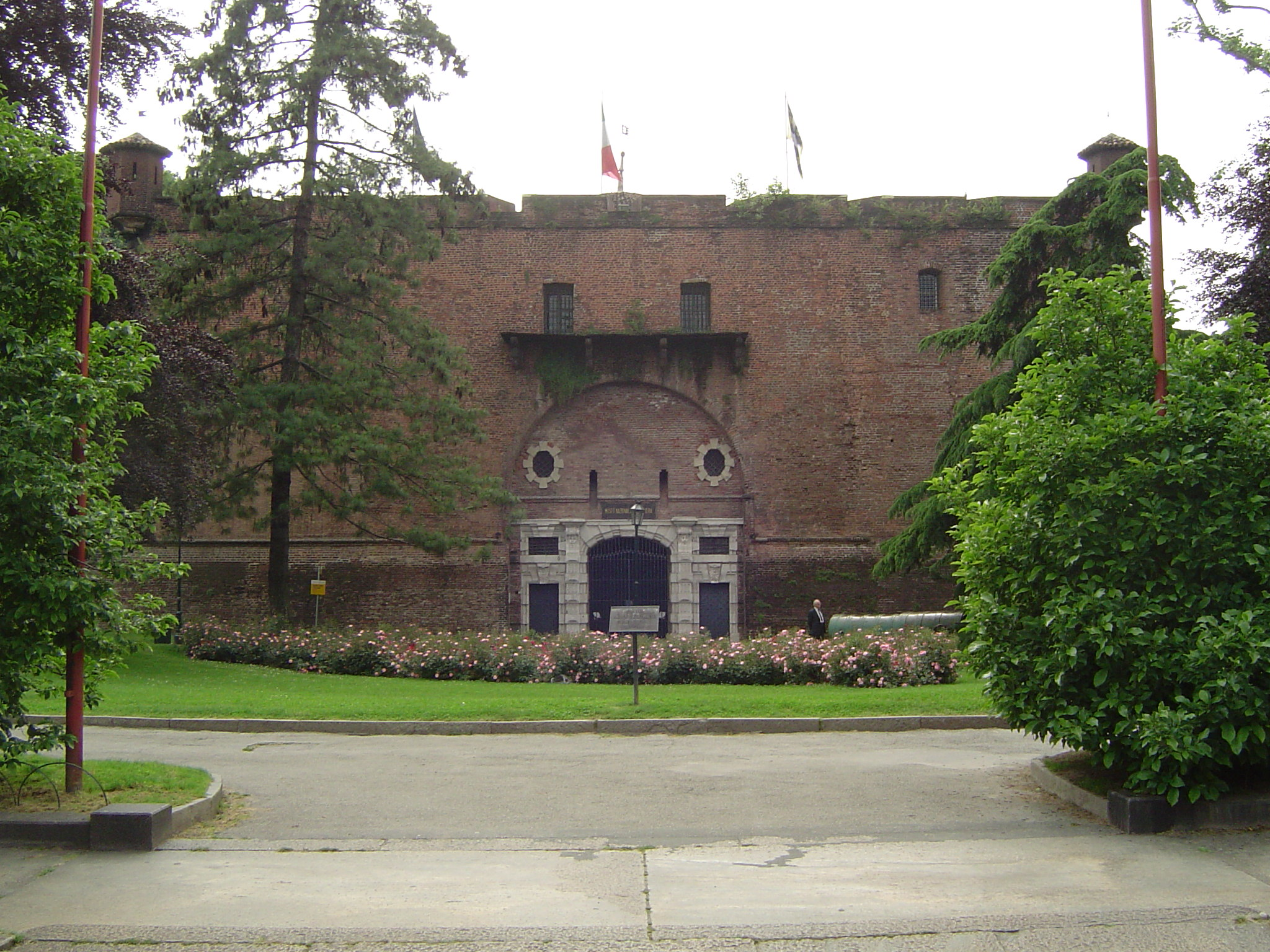
Museo Storico Nazionale dell'Artiglieria